# DAVINCI
DAVINCI+ (Deep Atmosphere Venus Investigation of Noble gases, Chemistry, and Imaging, Plus (Investigação de Vênus na Atmosfera Profunda de Gases Nobres, Química e Imagem, Mais) é uma missão planejada para uma sonda atmosférica a Vênus. Perdeu para Psyche e Lucy na rodada de 2015 de propostas para o Programa de Descoberta da NASA. Foi proposta novamente em 1 de julho de 2019, e pré-selecionada em 13 de fevereiro de 2020. Em 2 de junho de 2021, DAVINCI+ foi selecionada e financiada pelo programa Discovery.
A espaçonave será uma bola de cerca de um metro de diâmetro que entrará pela atmosfera de Vênus ao longo de cerca de uma hora, medindo como o conteúdo da atmosfera do planeta muda de cima para baixo. A sonda também tirará fotos de alta resolução da superfície venusiana em seu caminho para baixo.

## Objetivos
Após cinco missões orbitais a Vênus (Venera 15, Venera 16, Magellan, Venus Express e Akatsuki) focadas em observações de sensoriamento remoto, DAVINCI + será a primeira sonda a entrar na atmosfera desde as sondas VeGa soviéticas em 1985, e a primeira atmosférica sonda pela NASA desde a missão Pioneer Venus Multiprobe em 1978. O DAVINCI + fará medições diretamente nos dois terços inferiores da massa atmosférica.